# Семенівський заказник (Харківська область)
Семе́нівський заказник — гідрологічний заказник місцевого значення в Україні. Об'єкт Об'єкт природно-заповідного фонду Харківської області. 
Розташований на території Близнюківського (150 га) та Барвінківського (35,6 га) районів Харківської області. Найближчий населений пункт — село Семенівка Близнюківського району. 
Площа 185,6 га. Статус присвоєно згідно з рішенням облради Харківської обласної ради від 17 листопада 1998 року. Перебуває у віданні: Семенівська сільська рада. 
Територія заказника охоплює схилові та балочно-долинні урочища витоків річки Сухий Торець з різноманітною природною рослинністю, яка сприяє формуванню підземного водотоку та позитивно вливає на гідрологічний режим джерел і формування витоків річки Сухий Торець. 
Режим охорони та збереження гідрологічного заказника забезпечується згідно зі статтями 25, 26 Закону України «Про природно-заповідний фонд». Охоронним зобов'язанням від 14.10.2002 року територія 150,0 га Держуправлінням охорони навколишнього природного середовища в Харківській області передана під охорону Семенівській сільській раді Близнюківського району.

## Гідрологічна характеристика
На території гідрологічного заказника розташований ставок площею водного дзеркала 33,6 га. При обстеженні встановлено, що рівень води в ставку становить приблизно на 2 м нижче від гребеня греблі. Верховий укіс місцями підмитий та потребує уположення. По мокрому укосу спостерігаються залізобетонні обломки. Внаслідок пошкодження конструкцій гідротехнічної споруди невідомими особами в 2007 році відбувся прорив греблі та спуск ставка. Протягом 2008 року громадою села Семенівка греблю було відновлено, але існує загроза прориву греблі під час пропуску паводків і весняної повені. 
У правобережного примикання греблі споруджений водовідвідний канал та встановлена водоскидна башта (монах) із сталевої напівтруби діаметром 2000 мм з пазом для шандорів і решітки. Шандори виконані у вигляді дерев'яних дощок. Для водопропуску використовується сталева труба діаметром 900 мм. Водовідвідний лоток розташований у земляному руслі. На час перевірки лоток замулений та зарослий болотною рослинністю і очеретом. 
Для забезпечення безаварійної експлуатації гідротехнічної споруди необхідно виконати підсипку та уположення верхового укосу греблі, виконати обкошування та очистку вхідного каналу водоскидної споруди. По низовому укосу необхідно виконати обкошування та розчищення водовідвідного каналу. Необхідно розробити технічну документацію та водогосподарський паспорт ставка.

## Проблемні питання
На даний час, враховуючи скрутне положення і відсутність бюджетних коштів та людський персонал Семенівської сільської ради з охорони та утримання в належному стані території гідрологічного заказника, вирішується питання щодо передачі охоронного зобов'язання іншій фізичній або юридичній особі.

## Фотогалерея

Водоплаваючі птахи на ставку
Пошкоджена насосна станція
Рибальство на ставку
Рибак